# Louis Paris
Louis Charles Paris (* 3. Oktober 1888 in Paris; † 7. Juli 1958 in Le Kremlin-Bicêtre) war ein französischer Autorennfahrer.

## Karriere als Rennfahrer
Louis Paris war beim 24-Stunden-Rennen von Le Mans dreimal der Teamkollege des Gand-Prix-Veterans Fernand Gabriel. Als Werksfahrer von SA Ariès bestritt er das Rennen 1926, 1927 und 1928. Seine beste Platzierung im Schlussklassement war der 13. Rang beim Debüt 1926.

## Statistik

### Le-Mans-Ergebnisse
| Jahr | Team                         | Fahrzeug           | Teamkollege     | Platzierung     | Ausfallgrund |
| ---- | ---------------------------- | ------------------ | --------------- | --------------- | ------------ |
| 1926 | Société des Automobile Ariès | Ariès 5-9 Super CV | Fernand Gabriel | Rang 13         |              |
| 1927 | Société des Automobile Ariès | Ariès CC2 Super    | Fernand Gabriel | disqualifiziert |              |
| 1928 | Société des Automobile Ariès | Ariès CC4          | Fernand Gabriel | Ausfall         | Defekt       |